# Стьерне, Расмус
Ра́смус Стье́рне Ха́нсен (дат. Rasmus Stjerne Hansen, род. 26 мая 1988, Видовре, Копенгаген) — датский кёрлингист и тренер по кёрлингу.
В составе мужской сборной Дании участник зимних Олимпийских игр 2014, 2018; участник четырёх чемпионатов мира (лучший результат — серебряный призёр в 2016), семи чемпионатов Европы (лучший результат — серебряный призёр в 2010). Многократный чемпион Дании среди мужчин. Чемпион Дании среди смешанных команд. В составе юниорской мужской сборной Дании участник шести чемпионатов мира (лучший результат — чемпион в 2009). Шестикратный чемпион Дании среди юниоров.
В «классическом» кёрлинге (команда из четырёх человек одного пола) играет на позиции четвёртого. Скип команды.

## Достижения
- Чемпионат мира по кёрлингу среди мужчин: серебро (2016).
- Чемпионат Европы по кёрлингу: серебро (2010), бронза (2011).
- Чемпионат Дании по кёрлингу среди мужчин: золото (2012, 2013, 2014, 2016, 2017, 2018, 2019, 2022), серебро (2024).
- Чемпионат Дании по кёрлингу среди смешанных команд: золото (2006).
- Чемпионат мира по кёрлингу среди юниоров: золото (2009).
- Чемпионат Дании по кёрлингу среди юниоров: золото (2004, 2005, 2006, 2007, 2008, 2009).

## Команды
| Сезон                                          | Четвёртый        | Третий            | Второй           | Первый                          | Запасной                                                  | Турниры                                           |
| ---------------------------------------------- | ---------------- | ----------------- | ---------------- | ------------------------------- | --------------------------------------------------------- | ------------------------------------------------- |
| 2003—04                                        | Кеннет Йоргенсен | Расмус Стьерне    | Миккель Поульсен | Миккель Краусе                  | Dennis Hansen                                             | ЧДЮ 2004                                          |
| 2003—04                                        | Кеннет Йоргенсен | Расмус Стьерне    | Миккель Краусе   | Миккель Поульсен                | Dennis Hansen тренер: Иван Фредериксен                    | ЧМЮ 2004 (10 место)                               |
| 2004—05                                        | Кеннет Йоргенсен | Расмус Стьерне    | Миккель Краусе   | Dennis Hansen                   | Миккель Поульсен тренеры: Иван Фредериксен, Герт Ларсен   | ПЕКЮ 2005                                         |
| 2004—05                                        | Кеннет Йоргенсен | Расмус Стьерне    | Миккель Краусе   | Миккель Поульсен                | Dennis Hansen                                             | ЧДЮ 2005                                          |
| 2004—05                                        | Кеннет Йоргенсен | Расмус Стьерне    | Миккель Поульсен | Dennis Hansen                   | Миккель Краусе тренер: Иван Фредериксен                   | ЧМЮ 2005 (5 место)                                |
| 2005—06                                        | Расмус Стьерне   | Миккель Краусе    | Миккель Поульсен | Dennis Hansen                   |                                                           | ЧДЮ 2006                                          |
| 2005—06                                        | Расмус Стьерне   | Миккель Краусе    | Миккель Поульсен | Dennis Hansen                   | Оливер Дюпон тренер: Герт Ларсен                          | ЧМЮ 2006 (5 место)                                |
| 2006—07                                        | Расмус Стьерне   | Миккель Краусе    | Оливер Дюпон     | Троэльс Харри                   | Patrick Blom тренер: Герт Ларсен                          | ЧДЮ 2007 · ЧМЮ 2007 (4 место)                     |
| 2007—08                                        | Расмус Стьерне   | Миккель Краусе    | Оливер Дюпон     | Троэльс Харри                   | Martin Poulsen (ЧМЮ) тренер: Герт Ларсен                  | ЧДЮ 2008 · ЧМЮ 2008 (7 место)                     |
| 2008—09                                        | Расмус Стьерне   | Миккель Краусе    | Оливер Дюпон     | Троэльс Харри                   | Martin Poulsen (ЧМЮ) тренер: Герт Ларсен                  | ЧДЮ 2009 · ЧМЮ 2009                               |
| 2010—11                                        | Расмус Стьерне   | Миккель Краусе    | Миккель Поульсен | Троэльс Харри                   | Йонни Фредериксен тренер: Ларс Виландт                    | ЧЕ 2010                                           |
| 2011—12                                        | Расмус Стьерне   | Йонни Фредериксен | Миккель Поульсен | Троэльс Харри                   | Ларс Виландт тренер: Джеймс Драйбур (ЧЕ, ЧМ)              | ЧЕ 2011 · ЧДМ 2012 · ЧМ 2012 (7 место)            |
| 2012—13                                        | Расмус Стьерне   | Йонни Фредериксен | Миккель Поульсен | Троэльс Харри                   | Ларс Виландт тренер: Джеймс Драйбур (ЧЕ, ЧМ)              | ЧЕ 2012 (4 место) · ЧДМ 2013 · ЧМ 2013 (4 место)  |
| 2013—14                                        | Расмус Стьерне   | Йонни Фредериксен | Миккель Поульсен | Троэльс Харри                   | Ларс Виландт тренер: Джеймс Драйбур (ЧЕ, ЗОИ)             | ЧЕ 2013 (4 место) · ЗОИ 2014 (6 место) · ЧДМ 2014 |
| 2013—14                                        | Расмус Стьерне   | Йонни Фредериксен | Ларс Виландт     | Троэльс Харри                   | Оливер Дюпон тренер: Джеймс Драйбур                       | ЧМ 2014 (12 место)                                |
| 2014—15                                        | Расмус Стьерне   | Миккель Краусе    | Оливер Дюпон     | Троэльс Харри                   | Миккель Поульсен, Мартин Грёнбех (ЧЕ) тренер: Герт Ларсен | ЧЕ 2014 (9 место)                                 |
| 2015—16                                        | Расмус Стьерне   | Йонни Фредериксен | Оливер Дюпон     | Троэльс Харри                   | Миккель Поульсен тренер: Микаэль Квист                    | ЧДМ 2016                                          |
| 2015—16                                        | Расмус Стьерне   | Йонни Фредериксен | Миккель Поульсен | Троэльс Харри                   | Оливер Дюпон тренер: Микаэль Квист                        | ЧЕ 2015 (11 место) · ЧМ 2016                      |
| 2016—17                                        | Расмус Стьерне   | Йонни Фредериксен | Миккель Поульсен | Оливер Дюпон Троэльс Харри (ЧЕ) | Оливер Дюпон (ЧЕ) тренер: Микаэль Квист                   | ЧЕ 2016 (10 место)                                |
| 2016—17                                        | Расмус Стьерне   | Йонни Фредериксен | Миккель Поульсен | Оливер Дюпон                    | Тобиас Туне                                               | ЧДМ 2017                                          |
| 2017—18                                        | Расмус Стьерне   | Йонни Фредериксен | Миккель Поульсен | Оливер Дюпон                    | Мортен Берг Томсен тренер: Микаэль Квист                  | ЗОИ 2018 (10 место) · ЧДМ 2018                    |
| 2018—19                                        | Расмус Стьерне   | Йонни Фредериксен | Ларс Виландт     | Оливер Дюпон                    | Кеннет Хертсдаль                                          | ЧДМ 2019                                          |
| 2021—22                                        | Расмус Стьерне   | Йонни Фредериксен | Миккель Поульсен | Оливер Дюпон                    |                                                           | ЧДМ 2022                                          |
| 2023—24                                        | Расмус Стьерне   | Йонни Фредериксен | Оливер Дюпон     | Миккель Поульсен                | Ларс Виландт                                              | ЧДМ 2024                                          |
| Кёрлинг среди смешанных команд (mixed curling) |                  |                   |                  |                                 |                                                           |                                                   |
| 2005—06                                        | Расмус Стьерне   | Camilla Jørgensen | Миккель Краусе   | Мария Поульсен                  |                                                           | ЧДСК 2006                                         |

(скипы выделены полужирным шрифтом)

## Результаты как тренера национальных сборных
| Год  | Турнир                                       | Сборная         | Место |
| ---- | -------------------------------------------- | --------------- | ----- |
| 2011 | Чемпионат мира по кёрлингу среди мужчин 2011 | Дания (мужчины) | 12    |

## Частная жизнь
Его отец Томас (Томми) Стьерне — также известный датский кёрлингист, бронзовый призёр мужского чемпионата мира 1990. На чемпионате мира 2011 Томас был скипом команды Дании, а Расмус — тренером команды.
Расмус начал заниматься кёрлингом в 1997 году в возрасте 9 лет.